# COZINESS
COZINESS（コージネス）はエフエム山口で2015年12月1日から放送されている情報番組である。放送時間は毎週月曜 - 木曜 15:00 - 18:55、番組タイトルの"COZINESS"とは「居心地のいい場所」を意味し、「山口県・暮らし・仕事・人生をキーワードに明日使える情報を良質な音楽と共に」が番組コンセプト。

## 概要
開局30周年を迎える2015年12月、朝・昼・金曜縦長枠を含めて大きく再編されて始まった番組のうちの一つで5年9か月ぶりの自社枠再開。事実上の前番組は『Daytime Street』（DJ：新井道子）で、『Daytime Street』の後半部分を引き継いでいる。金曜は同時間帯で別番組を編成。なお、アカペラジングルはUnlimited toneが担当している。

## パーソナリティ
- 大和良子 - フリーアナウンサー。同年11月27日までは『Morning Street』を担当していた。また『FMY EVENING TERMINAL』でもかつてパーソナリティを担当。

## 年末年始の扱い
前番組を引き継ぎ、2021 - 2022年までは年末年始の放送は休止されていた。
主に16時台は『Happy Hour Party!』とTOKYO FM制作の10分スポンサード番組。そのほかの時間帯はJFNC発の55分単発特別番組で構成される。2016年始までは『News Delivery -Evening Edition-』の復活もあった。また、2022年は1月10日より放送を再開するため、『Seasoning -season your life with music-』のフルネットも行った。
2022 - 2023年の年末年始は、番組を休止することなく通常通りの放送を行っている。

## 関連番組
- YOU! どきっ - 2023年10月2日より山口朝日放送で平日の16:00-16:48に放送されている番組。毎週月曜日にレポーターの玉野 初季（たまの・いぶき）がゼロスタに出向して大和とともにコラボコーナーを展開する。大和は『YOU! どきっ』の直接前身となる『土曜の目覚めはどき生てれび』の司会者でもあった。